# غدب بسيط
غدب بسيط (باللاتينية: Scrophularia modesta ) هو نوع نباتي يتبع جنس الغدب من الفصيلة الغدبية.